# مندوكة بنفسجية بيضاء
مندوكة بنفسجية بيضاء (الاسم العلمي: Manduca violaalba) هي نوع من الحشرات تتبع جنس المندوكة من فصيلة عثث أبو الهول.